# Mariano Arístides Calcaño
Mariano Arístides Calcaño (Cartagena de Indias, 8 de septiembre de 1828-Marsella, 1876) fue un escritor colombo-venezolano, hermano del también escritor José Antonio Calcaño.
Su padre, Juan Bautista Calcaño y Uraín, era de origen italiano (los Calcagno de Génova) y natural de Caracas (Venezuela), y fue un importante jurista, autor de una gramática alemana. Su madre, Josefa Antonia Paniza de Ayós, era hija de Cartagena y descendía de una distinguida familia de España también de origen italiano. La familia llegó a tener doce hijos, la mayoría de los cuales fueron escritores. Huyendo de las revueltas políticas, el padre, proscrito por ser partidario de Bolívar, se trasladó a Maracaibo con su familia y al poco tiempo fue nombrado senador y tuvo que mudarse otra vez a Caracas. Aunque nacido en Colombia, se educó en Caracas y por ello se lo considera un escritor venezolano. Abandonó el estudio de la Medicina con motivo de una grave enfermedad, y se dio al cultivo de las letras. A los diecinueve años escribió su primer poema filosófico, titulado Fabián. Sirvió en la guerra de los Cinco Años, en la que contrajo el mal que al fin lo llevó al sepulcro en Marsella en 1870. Escribió muchas poesías líricas, varias leyendas y algunos dramas. Es uno de los poetas más fecundos de Hispanoamérica. 